# Xi Leonis
Xi Leonis (ξ Sco, ξ Scorpii) é uma estrela na constelação de Leo. Tem uma magnitude aparente de 4,97, sendo visível a olho nu. Com base em medições de paralaxe, está localizada a aproximadamente 216 anos-luz (66 parsecs) da Terra. É uma estrela gigante evoluída com uma classificação estelar de K0 III e um raio de 12 vezes o raio do Sol.  Irradia energia a uma temperatura efetiva de 4 823 K, o que lhe dá a coloração alaranjada típica de estrelas de classe K. Não possui estrelas companheiras conhecidas.